# 黄溪
黄溪是中国广东省广州市从化区的一个自然村。在太平镇西北面约5000米，是黄溪村的驻地。黄溪原名黄鹂响，源于明朝，后因村靠流溪河，河床满是黄沙，故改名为黄溪。1998年时，全村人口1067人。